# Morte di Elijah McClain
Elijah Jovan McClain, un massaggiatore afroamericano di 23 anni di Aurora in Colorado, fu ucciso la sera del 24 agosto 2019 a seguito di un'aggressione perpetrata dagli agenti di polizia Nathan Woodyard, Jason Rosenblatt e Randy Roedema e di un'iniezione di ketamina come sedativo dai paramedici.

## La morte
Un cittadino di Aurora aveva segnalato alla polizia che McClain si stava comportando in modo sospetto indossando una maschera da sci. La stessa persona aveva però anche indicato che non credeva che qualcuno fosse in pericolo e che pensava che McClain fosse disarmato. I tre poliziotti dichiararono che le loro body cam andarono fuori uso durante la colluttazione con McClain ma le riprese della telecamera di almeno un ufficiale dimostrano che l'affermazione era falsa. La registrazione mostra come all'agente fu chiesto di allontanare la telecamera dall'immagine di McClain che stava vomitando. Mentre i poliziotti lo tenevano a terra, i paramedici somministrarono ketamina a McClain per sedarlo, ma andò in arresto cardiaco morendo 7 giorni dopo, staccato dal respiratore. L'autopsia di McClain non portò a conclusioni certe.

## Conseguenze
Il 24 giugno 2020, dopo le proteste sui social media e le richieste dei legislatori di Aurora di una nuova indagine di terze parti sull'uccisione di McClain, il governatore del Colorado Jared Polis ha annunciato che la sua amministrazione avrebbe riesaminato il caso. Il 22 dicembre 2023 una giuria di Aurora, Colorado, ha ritenuto colpevoli di omicidio i due paramedici che somministrarono la dose di sedativo.